# Leškovice
Leškovice (německy Leschkowitz) jsou obec v okrese Havlíčkův Brod v Kraji Vysočina. Leží asi deset kilometrů severozápadně od Chotěboře. Žije zde 90 obyvatel.

## Historie
První písemná zmínka o obci pochází z roku 1401. Podle svého zakladatele Štěpána Leszka dostala název Leszkovice. Obec byla založena v době kolonizace na Vysočině. Štěpán Leszek byl majitelem poplužního dvora, vlastnil statek (který se nyní nachází u Vilémova), kde tehdy pracovalo mnoho lidí. Roku 1552 vnuk Štěpána Leszka Benedikt Lešek prodal obec hraběti Zabzskému společně s obcemi Rybníčkem a Košťany.

## Obyvatelstvo
| Rok            | 1869 | 1880 | 1890 | 1900 | 1910 | 1921 | 1930 | 1950 | 1961 | 1970 | 1980 | 1991 | 2001 | 2011 | 2021 |
| -------------- | ---- | ---- | ---- | ---- | ---- | ---- | ---- | ---- | ---- | ---- | ---- | ---- | ---- | ---- | ---- |
| Počet obyvatel | 246  | 251  | 212  | 194  | 216  | 230  | 215  | 149  | 145  | 142  | 116  | 95   | 81   | 67   | 83   |
| Počet domů     | 35   | 35   | 35   | 35   | 35   | 36   | 41   | 44   | 41   | 42   | 37   | 46   | 47   | 46   | 47   |

## Obecní správa a politika
Mezi lety 1869–1988 Leškovice byly obcí v okrese Čáslav (1869–1930), poté v okrese Chotěboř (1950) a později v okrese Havlíčkův Brod. Od 1. ledna 1989 do 23. listopadu 1990 patřily jako část města k Habrům a od 24. listopadu 1990 jsou opět samostatnou obcí.

### Politika
V letech 2006–2010 působil jako starosta Jan Hroch, od roku 2010 tuto funkci zastává Kamil Michal.

### Obecní symboly
Znak a vlajka byly obci uděleny rozhodnutím předsedy Poslanecké sněmovny Parlamentu České republiky dne 21. června 2018.

## Pamětihodnosti
- Pomník obětem první světové války (na návsi)
- Pomníky padlých partyzánů:
  - na návrší za vesnicí (prostranství s tribunou a vlastním pomníkem, z roku 1955)[9][10]
  - u lesa (z roku 1959, s amfiteátrem)[11][12]
- Křížek (na návsi)

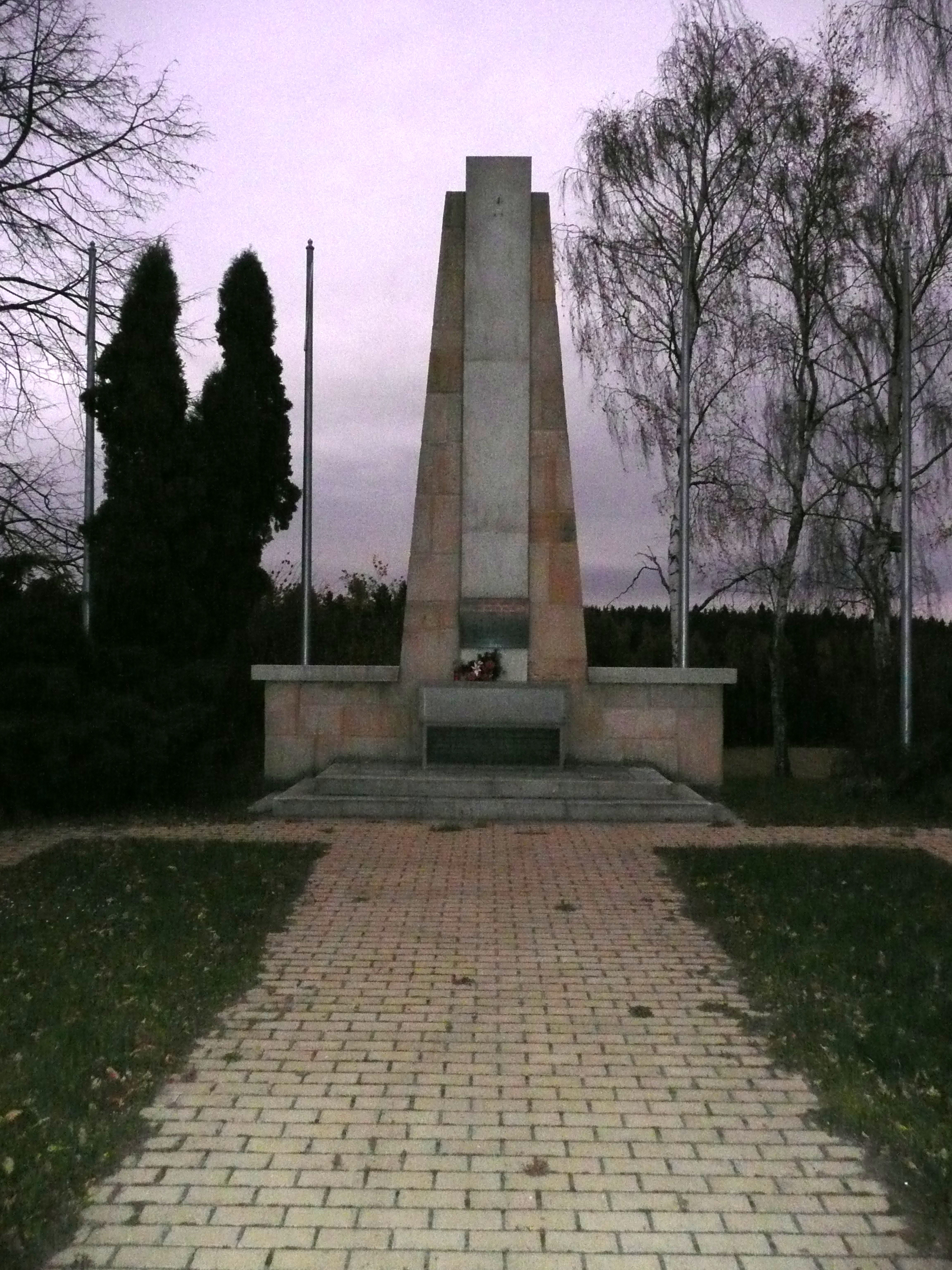
Památník padlých partyzánů za vesnicí
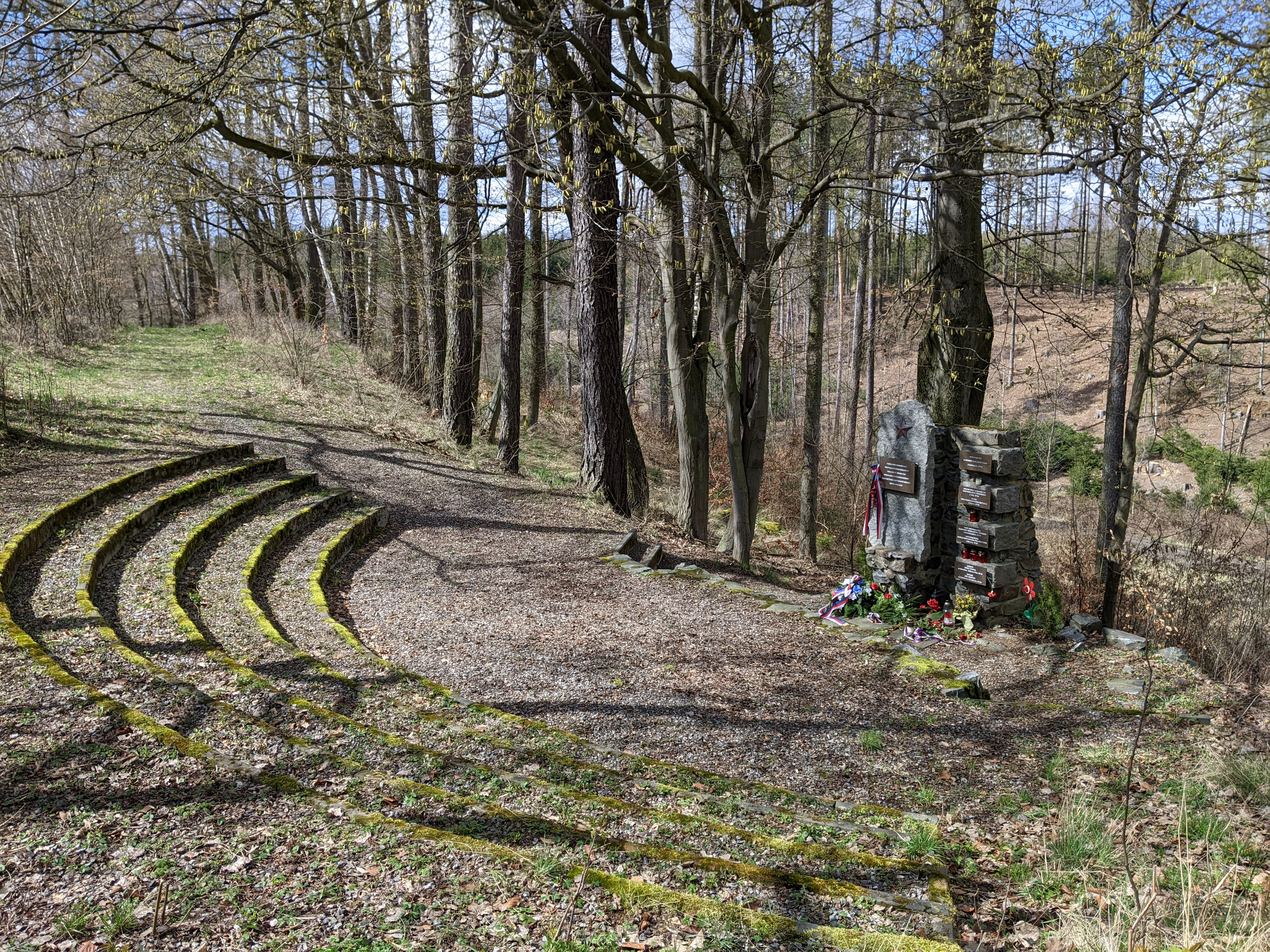
Památník padlých partyzánů u lesa
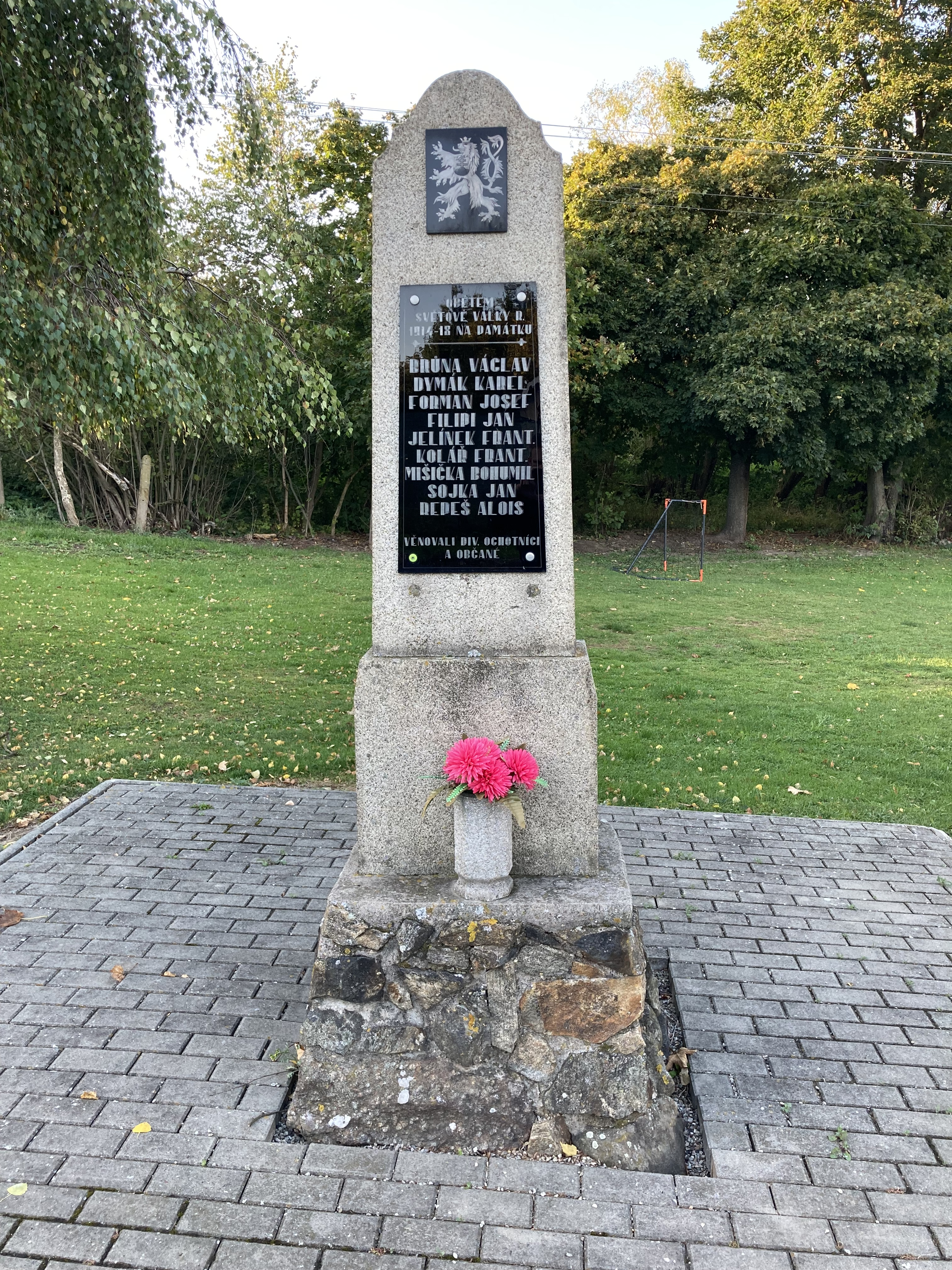
Pomník obětem 1. světové války